# المتزبزبات
المتزبزبات (بالإنجليزية: Paucituberculata) رتبة تضم الستة أنواع المتبقية من الأوبسوم الزبابي: صغير، وخفي زبابي الشكل محصور في جبال الانديز في أمريكا الجنوبية.